# Partido de las Islas Cook
El Partido de las Islas Cook (CIP) es un partido político de las Islas Cook. Fue el primer partido político fundado en las Islas Cook y uno de los dos principales partidos políticos de las islas desde 1965.
En las elecciones de 2006, el partido quedó en segundo lugar, convirtiéndose en la principal fuerza de oposición en las islas. El CIP ganó las elecciones generales de 2010 y 2014, y actualmente forma el gobierno. En las elecciones de 2018, el partido se posicionó como la segunda fuerza más grande en el Parlamento de las Islas Cook. El líder del partido es el primer ministro Mark Brown.

## Historia

### Fundación
El Partido de las Islas Cook fue fundado el 15 de junio de 1964 por Albert Henry, un exlíder de la Asociación Progresista de las Islas Cook, quien había promovido un mayor autogobierno en la década de 1940. El partido se fundó con una plataforma que abogaba por el desarrollo económico, el mantenimiento de los vínculos con Nueva Zelanda, la protección de la cultura tradicional de las Islas Cook y un mayor reconocimiento de los títulos tradicionales. Un mes después de su fundación, el partido había ganado más de 2.000 miembros en Rarotonga.
Antes de la declaración de independencia de las Islas, formalizada en la Constitución de agosto de 1965, el partido abogó por la reducción del requisito de residencia para los candidatos a la Asamblea Legislativa con el objetivo de permitir que Henry se presentara como candidato. El intento no logró el objetivo deseado, y como resultado, Albert Henry fue reemplazado en las elecciones de 1965 por su hermana, Marguerite Story. El partido obtuvo una amplia mayoría de 14 escaños, lo que permitió enmendar la Constitución para reducir el requisito de residencia. Tras la aprobación de la legislación necesaria por parte del Parlamento de Nueva Zelanda, Story dimitió. Henry fue elegido en las elecciones parciales posteriores y se convirtió en el primer primer ministro de las Islas Cook.

### Hegemonía y oposición (1965-1999)
El partido dominó la política de las Islas Cook durante la siguiente década, pero perdió el poder en las elecciones de 1978 después de que se descubriera que había participado en un fraude electoral generalizado. Albert Henry renunció como líder del partido y fue reemplazado por su primo Geoffrey Henry. Posteriormente, Albert Henry fue condenado por conspiración y malversación de fondos públicos, y despojado de su título de caballero. Durante los años ochenta, la organización pasó a la oposición, retomando el poder entre 1989 y 1999. En 1994 obtendrían su mejor resultado electoral, haciéndose con 20 de 25 escaños en disputa, estando en posición de mayoría calificada.

### Gobiernos de coalición (1999-2006)
Entre 1999 y 2005, participó ocasionalmente en gobiernos de coalición, obteniendo 10 escaños en las elecciones de 1999 y 9 en las de 2004. En 2006, reemplazó a su líder de larga data, Geoffrey Henry, por Henry Puna, quien fue derrotado en las elecciones parlamentarias varios meses después junto con el líder adjunto. Aunque Puna permaneció como líder de la agrupación, el liderazgo parlamentario de la oposición recayó en Tom Marsters
En las elecciones del 26 de septiembre de 2006, el partido obtuvo el 45,3 % del voto popular y 7 de los 24 escaños, lo que lo convirtió en el mayor partido de oposición.

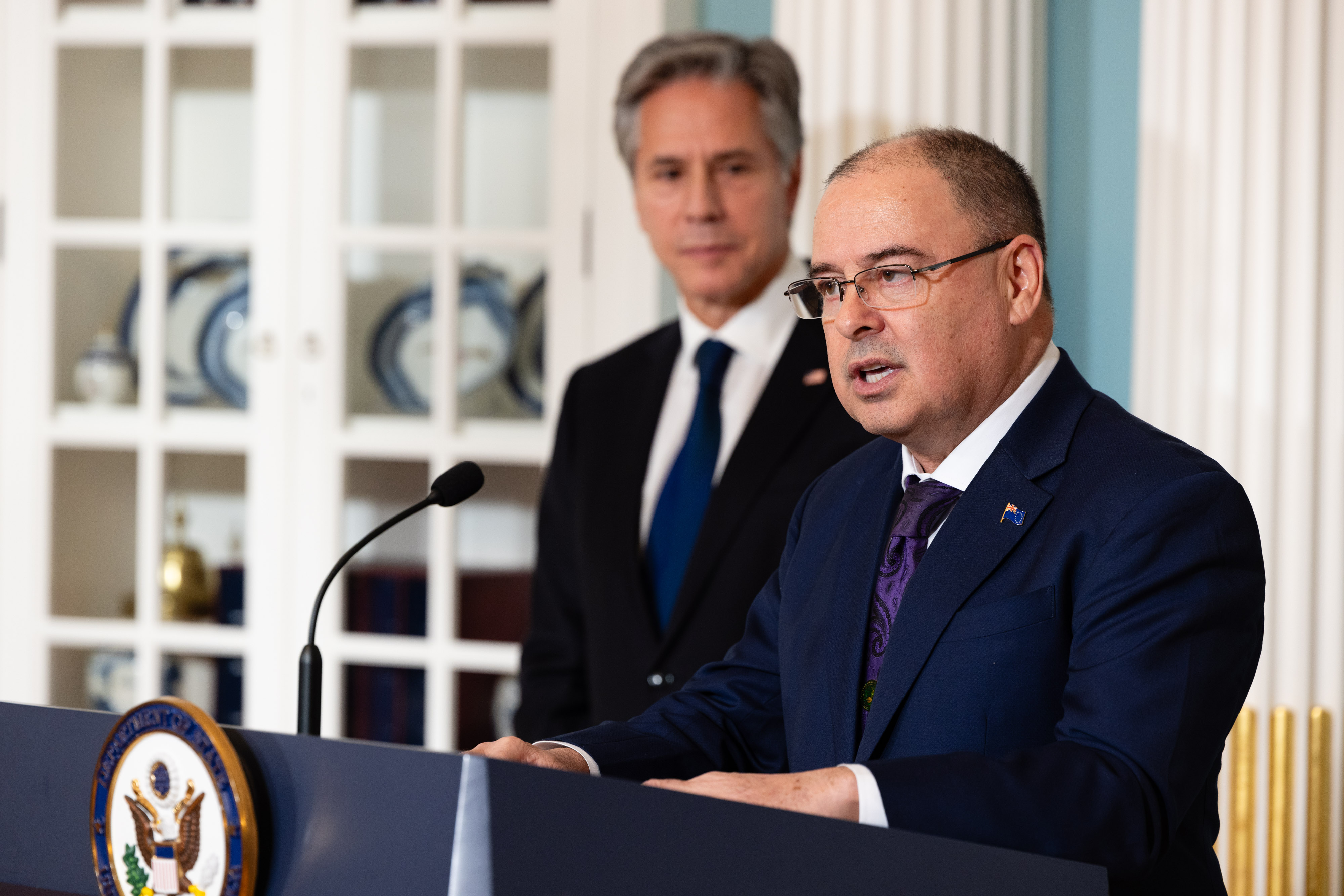
El primer ministro de las Islas, Mark Brown (adelante), junto al Secretario de Estado de los Estados Unidos Antony Blinken

### Nuevas mayorías (2010-2018)
En julio de 2010, tras una disputa sobre la selección de candidatos, el diputado de Albert "Peto" Nicholas abandonó el partido y fundó el Partido Tumu. El partido disidente atrajo el apoyo de Tupui Ariki Henry, hijo del fundador del CIP y ex primer ministro, Albert Henry.
El CIP ganó las elecciones de 2010 y 2014, lo que llevó a Henry Puna a ocupar dos mandatos como primer ministro. Las elecciones de 2018 resultaron en un parlamento sin mayoría, más conocido como parlamento colgado.

### Actualidad (2022-presente)
Actualmente, desde las Elecciones generales de las Islas Cook de 2022, el CIP tiene 12 escaños en el parlamento, y forma un gobierno de coalición junto a los diputados Te-Hani Brown y Rose Toki-Brown.

## Historial electoral
| Elecciones     | Votos  | %     | Escaños | Posición           |
| -------------- | ------ | ----- | ------- | ------------------ |
| 1965           | 9,511  | 52,25 | 14/22   | Mayoría            |
| 1968           | 12,202 | 64.45 | 16/22   | Mayoría            |
| 1972           | N/A    | N/A   | 15/22   | Mayoría            |
| 1974           | N/A    | N/A   | 14/22   | Mayoría            |
| 1978           | N/A    | N/A   | 15/22   | Mayoría            |
| Marzo 1983     | N/A    | 50.1  | 13/24   | Mayoría            |
| Noviembre 1983 | N/A    | 48.3  | 11/24   | Oposición          |
| 1989           | N/A    | N/A   | 12/24   | Mayoría            |
| 1994           | N/A    | 45.3  | 20/25   | Mayoría calificada |
| 1999           | N/A    | N/A   | 11/25   | Mayoría            |
| 2004           | 3,647  | 43.9  | 9/24    | Oposición          |
| 2006           | 3,846  | 45.3  | 7/24    | Oposición          |
| 2010           | 3,753  | 44.58 | 16/24   | Mayoría            |
| 2014           | 3,498  | 41.81 | 12/24   | Mayoría            |
| 2018           | 3,654  | 42.30 | 10/24   | Mayoría            |
| 2022           | 3,890  | 44.07 | 12/24   | Mayoría            |